# Sicarius tropicus
Espèce
Synonymes
- Thomisoides tropicus Mello-Leitão, 1936

Sicarius tropicus est une espèce d'araignées aranéomorphes de la famille des Sicariidae.

## Distribution
Cette espèce est endémique du Brésil. Elle se rencontre au Piauí, au Ceará, au Rio Grande do Norte, au Paraíba, au Pernambouc et au Sergipe.

## Publication originale
- Mello-Leitão, 1936 : Duas novas aranhas do nordeste. Anais da Academia Brasileira de Ciências, vol. 8, p. 133-135.